# Хьюстон, Роберт (актёр)
Роберт «Бобби» Хьюстон — американский кинорежиссёр и актёр. Хьюстон впервые стал известен благодаря своей роли Бобби в классическом фильме ужасов Уэса Крэйвена 1977 года «У холмов есть глаза». Он также повторил свою роль в продолжении У холмов есть глаза 2.
Помимо своей актёрской работы, Хьюстон также является успешным кинорежиссёром и сценаристом. Работал над японским боевиком «Одинокий волк и его ребёнок», Хьюстон написал сценарий и снял фильм «Убийца сёгуна». Хьюстон также написал сценарий и снял несколько независимых фильмов в 1980-х годах, в том числе подростковую комедию 1984 года «Плохие манеры».